# Cmentarz żydowski w Wyśmierzycach
Cmentarz żydowski w Wyśmierzycach – kirkut społeczności żydowskiej zamieszkującej niegdyś Wyśmierzyce.
Kirkut powstał podczas II wojny światowej, prawdopodobnie wiosną 1943. Data powstania cmentarza wiąże się bezpośrednio z istniejącym w Wyśmierzycach podczas niemieckiej okupacji gettem dla ludności żydowskiej. Przed wybuchem wojny wyśmierzyccy Żydzi grzebali swych zmarłych na kirkucie w Przytyku. Śmiertelność w getcie sięgająca kilkunastu osób dziennie zmusiła władze okupacyjne do wyznaczenia miejsca na pochówki w pobliżu miasteczka. Cmentarz znajduje się w lesie na południe od Wyśmierzyc, na zachód od drogi wiodącej do Paprotna. Cmentarz zakończył funkcjonowanie wraz z kresem istnienia getta we wrześniu 1943. Liczba pochowanych, powierzchnia i dokładne położenie cmentarza są trudne do ustalenia, gdyż Niemcy zakazywali oznaczania grobów.